# Guarda (Loiano)
La Guarda è una frazione del comune di Loiano, nella città metropolitana di Bologna.
È la frazione più popolosa del comune ed è costituita da circa 419 abitanti, di cui 59 stranieri. 
Dista 4,34 Km dal capoluogo ed ha un territorio prevalentemente collinare situato sul crinale tra il torrente Savena e il torrente Idice.

## Storia
Il popolamento in età romana è testimoniato dall'origine del toponimo, nome di fondo gentilizio romano, di cui tuttavia non rimangono memorie scritte. La prima menzione della località appare in documento del 1223, nell'epoca in cui viene fondata la prima chiesa. Di qui passò Goethe durante il suo viaggio in Italia il 21 ottobre 1786 nel percorso di trasferimento da Bologna a Loiano, località dove pernottò quella stessa sera alla locanda Corona.

## Economia
L'economia del territorio è basata sull'agricoltura, l'artigianato, ed il turismo. Non esistono esercizi commerciali, ad eccezione di un bar (di proprietà comunale). Il tasso di occupazione della popolazione attiva è assai elevato (95%).

## Geografia antropica
La frazione include, oltre al nucleo più antico posto sulla via napoleonica, un raggruppamento di case recenti costituito negli anni '60 come villaggio residenziale di vacanza. Con il declino della vocazione turistica dell'Appennino tosco-emiliano, tale villaggio e le nuove costruzioni svolgono essenzialmente una funzione residenziale per la popolazione che gravita su Bologna, vista la breve distanza che separa il capoluogo dalla frazione (22 km).

## Infrastrutture e trasporti
Il territorio della frazione è attraversato dalla strada statale della Futa, che collega Bologna a Firenze. La strada, fatta costruire da Napoleone Bonaparte, originariamente passava per il nucleo più antico della frazione, in posizione sommitale, dove è ancora oggi possibile osservare un antico edificio che ospitava la stazione di posta. Il territorio è servito da due linee di autobus, che permettono di raggiungere il centro di Bologna in circa 1 ora. La stazione di treno più vicina si trova a Pianoro (10 km), in direzione Bologna, al di fuori del territorio comunale. Dalla Stazione di Pianoro è possibile raggiungere Prato e Bologna.